# Canal Telepalmar
Canal CTP es un canal de televisión por suscripción colombiano con cobertura local que cubre a la ciudad de Palmira en el departamento del Valle del Cauca. Se emite de forma exclusiva por Claro TV.

## Programación
Su programación está compuesta por programas de variedades y series producidas por Telepalmar y unas series con convenios. Está centrada en la emisión de programas de variedades tanto actuales como de años anteriores.